# Stoeptegel

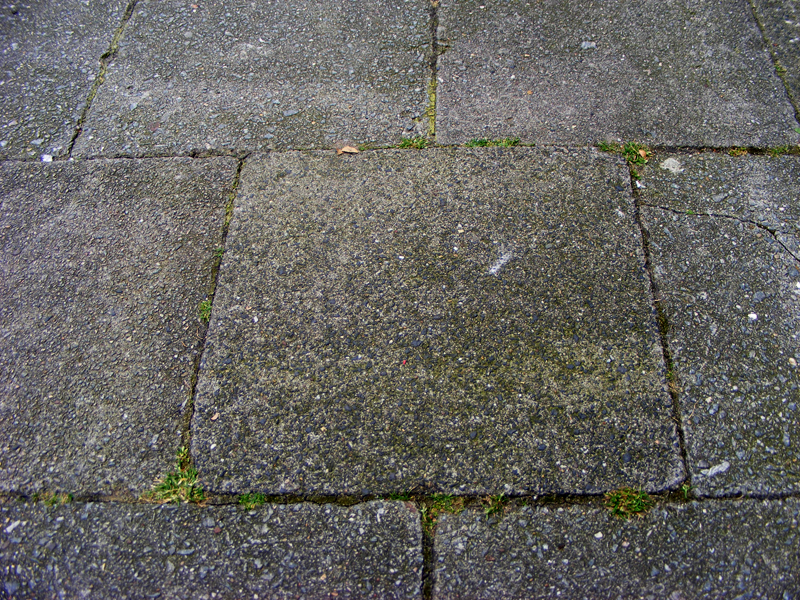
Een standaard stoeptegel in halfsteensverband, tegels zonder facet- of vellingkantje

Stoeptegels (ook wel trottoirtegels genoemd) zijn in Nederland het meest voorkomende plaveisel op het trottoir en worden soms ook toegepast als bestrating van terrassen bij woningen. Een standaard stoeptegel is 30 x 30 x 4,5 cm groot en is vervaardigd van grijs beton. Het gewicht van één tegel is 9,5 kilogram. Bij zwaar belaste trottoirs en fietspaden worden tegels van 6 cm dik gebruikt (12,5 kilogram/stuk).
Trottoirtegels worden meestal in dezelfde richting als de trottoirband gelegd in een ruitpatroon of per rij versprongen (halfsteensverband). Voor het vergemakkelijken van het leggen van een versprongen patroon worden halve tegels vervaardigd.
De vijfkantige stenen die worden gebruikt bij het leggen van trottoirtegels onder een hoek van 45 graden ten opzichte van de trottoirband worden bisschopsmutsen genoemd.
In Spanje zijn stoeptegels kleiner dan in Nederland, en versierd met een reliëf. Sommige steden hebben een eigen karakteristieke tegel, zoals de Gaudí-tegel en de panot de flor in Barcelona, waarvan de laatste een symbool van die stad geworden is. 

## Materialen
Hoewel de meeste stoeptegels van beton zijn gemaakt, zijn er ook tegels van andere materialen mogelijk, waar dit functioneel of noodzakelijk is:
- rubbertegels op speelplaatsen
- terrastegels van gebakken steen of natuursteen

## Functies
Sommige stoeptegels worden gemaakt voor een speciaal doel, zoals de asbaktegel en een stoeptegel met een knikkerpot (een knikkertegel). Ook zijn er kabelgoot(stoep)tegels waarmee een persoon of bedrijf zijn oplaadkabel voor elektrische auto's in een stoep kan wegwerken tussen zijn woning/gebouw/terrein en zijn auto op straat, mits de gemeente dat toestaat.

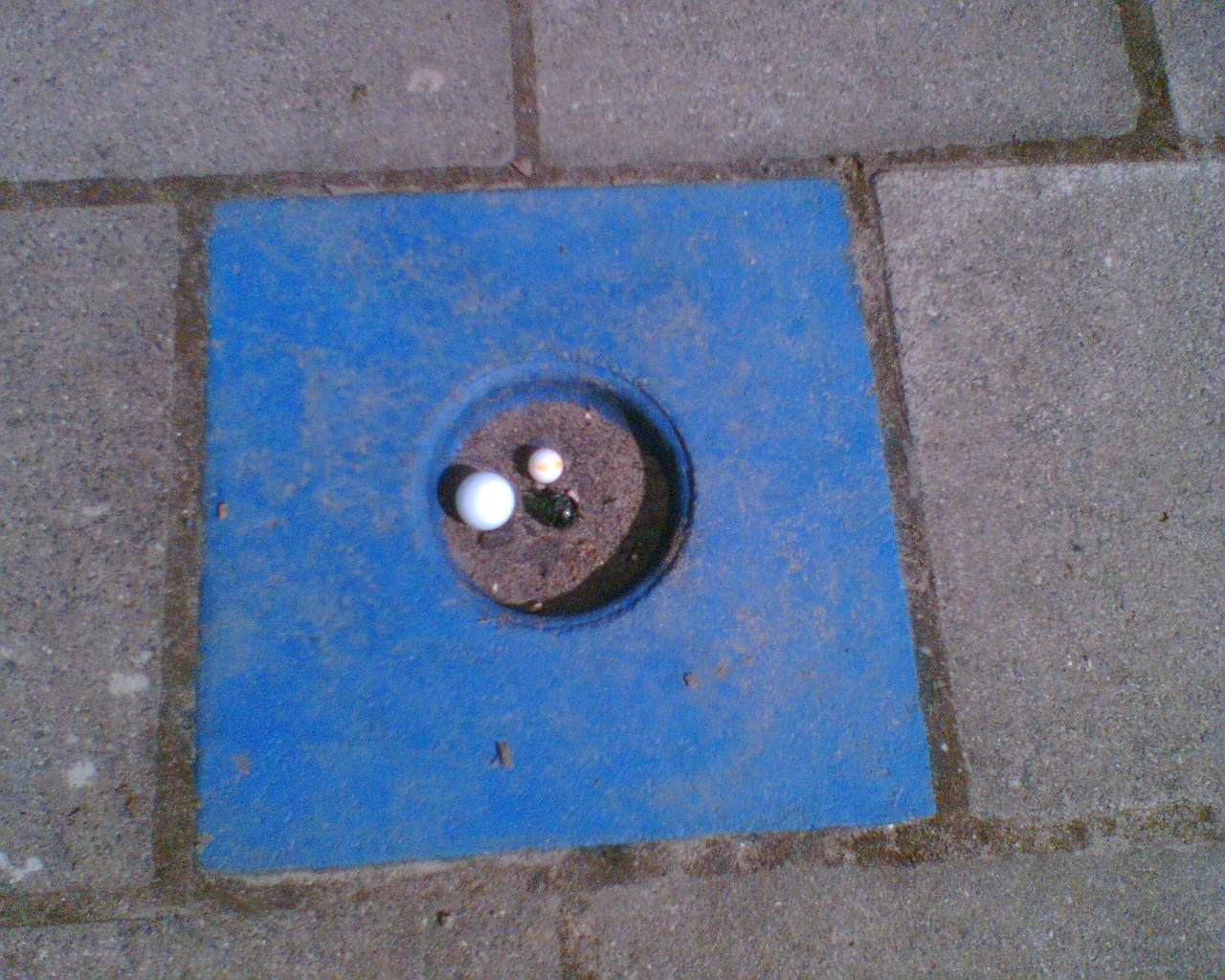
Stoeptegel met knikkerpot
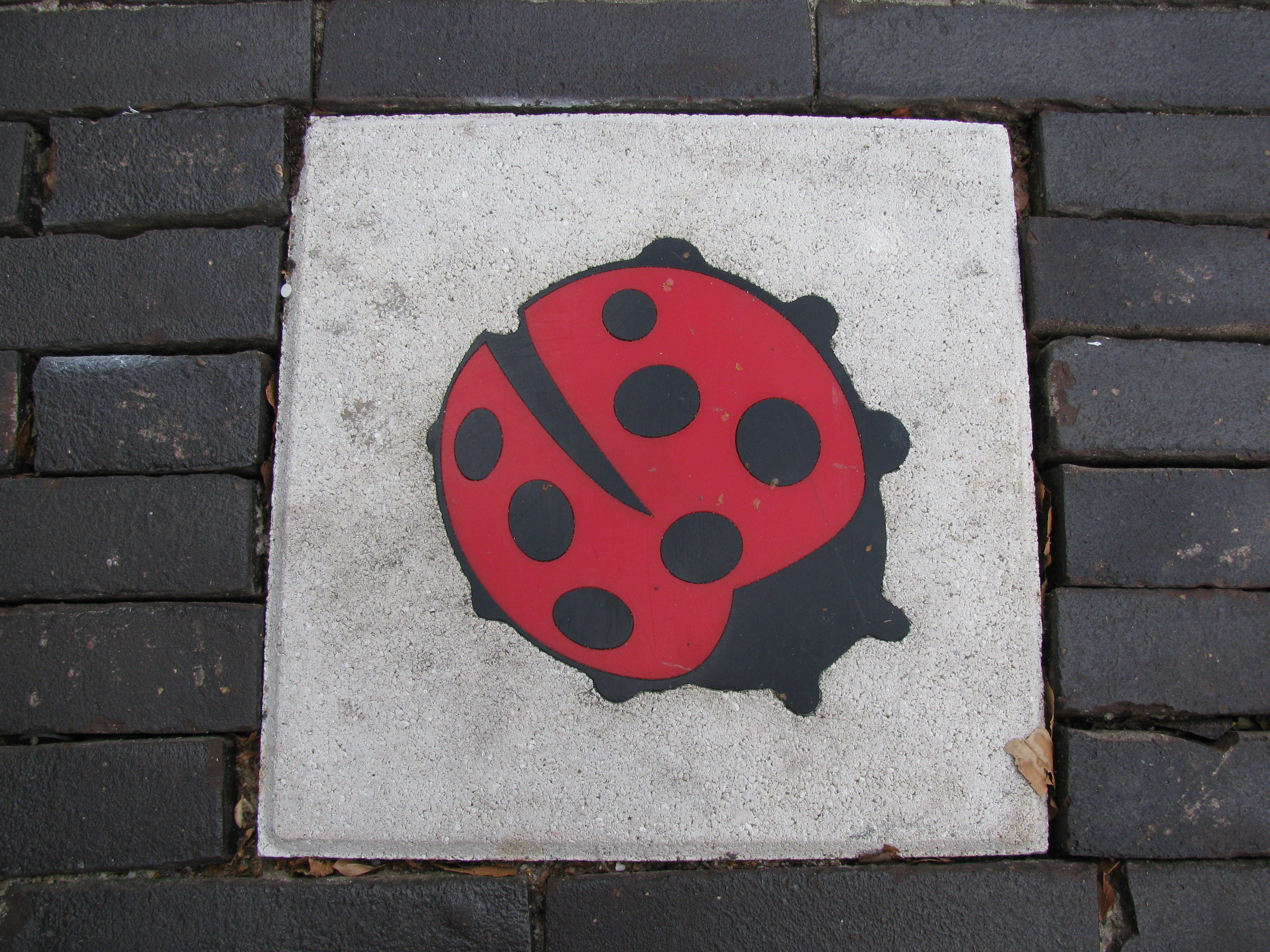
Tegel met symbool tegen zinloos geweld
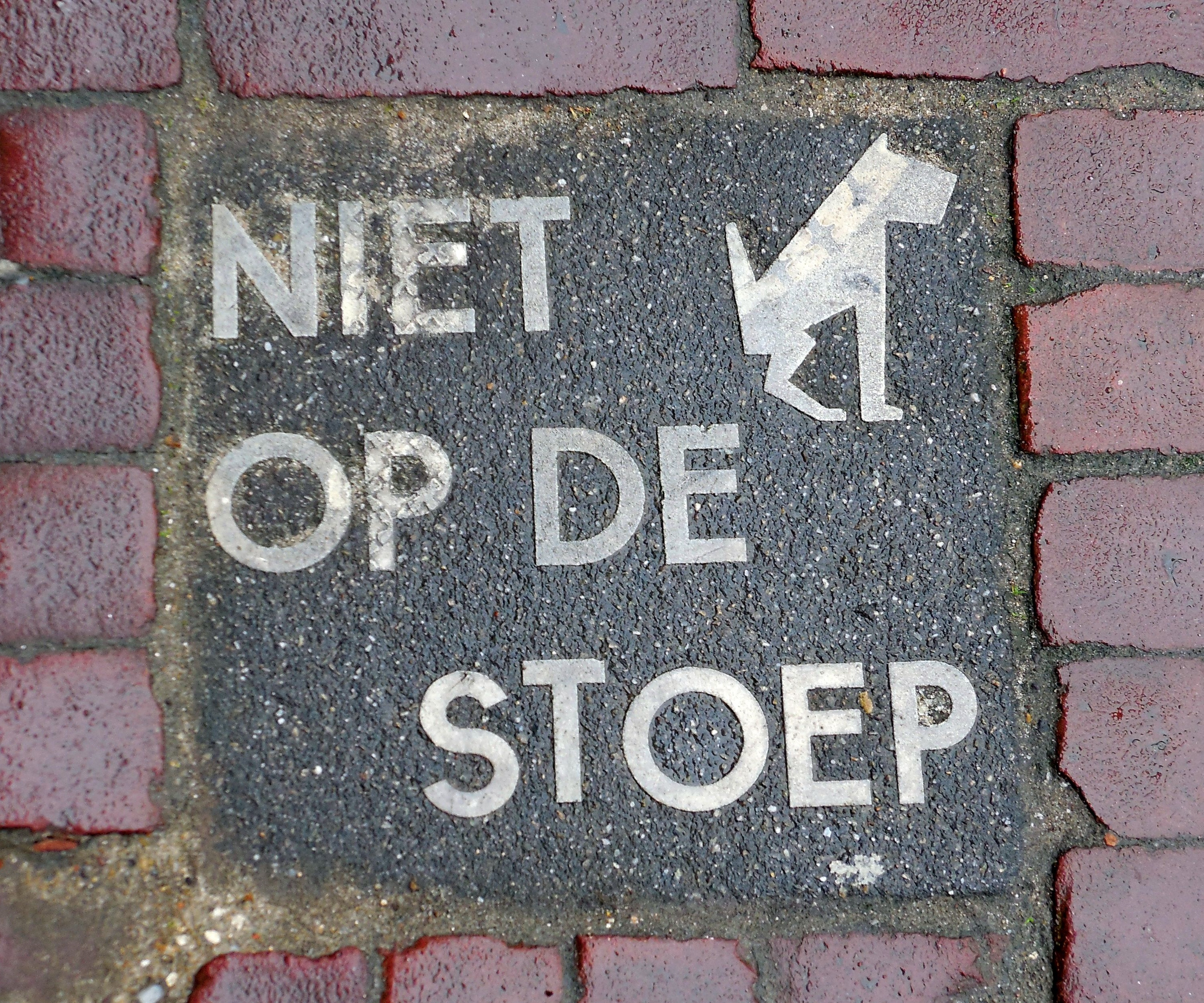
Geen hondenpoep a.u.b.